# صدر الدين الشعيبي
صدر الدين أبي عبد الله محمد بن محمد بن محمد بن زنكي الشافعي الإسفراييني العراقي المعروف بـالصدر الشعيبي (1278 - 1346) عالم مسلم خُراساني عاش معظم حياته في العراق في عهد الإيلخانيين. ولد بإسفرايين في خراسان وتنقل في بلاد فارس مدة وأقام ببخارى، وانتقل إلى بغداد سنة 1305 وتوفي بها. هو فقيه شافعي ونحوي ومتكلم ومفسر ومن أعلام القرن الثامن الهجري. له مؤلفات مخطوطة ومطبوعة منها الناسخ والمنسوخ والمناسك والأنوار البهية شرح فرائض الأشنهية وينابيع الأحكام في معرفة الحلال والحرام على المذاهب الأربعة كتاب في الفقه مختصر جمع فيه المؤلف الأدلة والأحكام جامعاً بين طريقة السلف والخلف حاوياً لأكثر الوقائع والمهمات وقد ذكر فيه نبذة من الأدلة والأقوال.

## سيرته
هو محمد بن محمد بن محمد بن زنكي الإسفراييني الشافعيّ،‌ أبو عبد الله أو أبو المعالي، صدر الدين. ولد سنة 677 هـ/ 1278 م في أسفرايين - تقع في محافظة خراسان الشمالية الإيرانية حاليا - وتعلم بها وفي مدن خراسان. تنقل في بلاد فارس مدة وأقام ببخارى بماوراء النهر - أوزبكستان حالياً - وانتقل إلى بغداد سنة 705 هـ/ 1305 هو فقيه شافعي ونحوي ومتكلم ومفسر ومن أعلام القرن الثامن الهجري عاش في بلاد فارس والعراق أيام الدولة الإيلخانية. توفي في بغداد سنة 747 هـ/ 1346 م. ابنه هو عبد الخالق (734 - 791 هـ) ويبدو ارتبك مع والده من قبل معجميون.

## آثاره
- الناسخ والمنسوخ
- ينابيع الأحكام في معرفة الحلال والحرام في الفقه على المذاهب الأربعة، حققه أحمد بن عبد الله العمري عام 1407 هـ. كتاب في الفقه مختصر جمع فيه المؤلف الأدلة والأحكام جامعاً بين طريقة السلف والخلف حاوياً لأكثر الوقائع والمهمات وقد ذكر فيه نبذة من الأدلة والأقوال.
- المناسك، قال عنه ابن العماد كثير الفائدة.
- الأنوار البهية شرح فرائض الأشنهية